# Ibmerbach
Der Ibmerbach, auch Schmiedbach genannt, ist ein Bach im Gebiet der Gemeinde Eggelsberg des Bezirks Braunau am Inn im Innviertel in Oberösterreich. Er ist einer der drei Hauptzubringer des Seeleitensees, in welchem er von rechts und Norden der Moosach zumündet.

## Geographie

### Verlauf
Der Ibmerbach entspringt südwestlich der Ortschaft Bergstetten der Gemeinde Eggelsberg und fließt meist in südlicher Richtung. Auf seinem Oberlauf passiert er drei kleine Teiche, wobei er einen von diesen durchfließt. Der Bach tritt anschließend in die Ortschaft Untergrub der Gemeinde ein und nimmt hier von links den Autmannsdorfer Bach auf, der ihn in der Länge deutlich übertrifft und sein bedeutendster Nebenfluss ist. Weiter abwärts durchfließt der Ibmerbach zunächst die namengebende Ortschaft Ibm.
Dort nimmt er von rechts den kurzen, aber wasserreichen Abfluss eines nahegelegenen Teichs auf. Von nun an fließt der Bach parallel zum weiter im Osten von dort an ebenfalls südwärts fließenden Wannersdorfer Bach und verlässt Ibm. Unterhalb des Ortes nimmt er von links und rechts noch jeweils einen Entwässerungsgraben auf und mündet darauf gut einen halben Kilometer südlich der Ortsgrenze von Ibm in den Seeleitensee, der von der Moosach durchflossen wird und zu dessen größeren Zubringern der Ibmerbach zählt.

### Einzugsgebiet
Westlich der Quelle des Ibmerbachs entspringt der Heratinger Seebach, der über den Heratinger See ebenfalls zur Moosach entwässert.

### Zuflüsse
- Autmannsdorfer Bach (links), bei Untergrub
- Teichabfluss (rechts), bei Ibm
- Entwässerungsgraben 1 (links), südlich von Ibm
- Entwässerungsgraben 2 (rechts), südlich von Ibm